# Astilbe longicarpa
Astilbe longicarpa là một loài thực vật có hoa trong họ Saxifragaceae. Loài này được (Hayata) Hayata miêu tả khoa học đầu tiên năm 1911.